# Nazionale femminile di pallanuoto del Giappone
La nazionale di pallanuoto femminile del Giappone è la rappresentativa giapponese femminile nelle competizioni internazionali di pallanuoto. La sua federazione di riferimento è la Japan Swimming Federation, che gestisce gli sport acquatici nel paese asiatico.
Ha preso parte a sette edizioni dei campionati mondiali, raggiungendo l'ottavo posto nel 2025.

## Risultati
Olimpiadi
- 2020 9º

Mondiali
- 2001 11º
- 2003 11º
- 2015 15º
- 2017 13º
- 2019 13º
- 2023 14º
- 2025 8º

Giochi asiatici
- 2014  Argento
- 2018  Bronzo
- 2023  Argento

### Altre
Coppa del Mondo
- 2025 7º